# Cloanthella
Cloanthella is een geslacht van rechtvleugeligen uit de familie sabelsprinkhanen (Tettigoniidae). De wetenschappelijke naam van dit geslacht is voor het eerst geldig gepubliceerd in 1890 door Bolívar.

## Soorten
Het geslacht Cloanthella  is monotypisch en omvat slechts de volgende soort:
- Cloanthella clypeata (Bolívar, 1890)